# Ogród zoologiczny w Dolinie Charlotty
Ogród zoologiczny Dolina Charlotty (Zoo Charlotta) – prywatny ogród zoologiczny założony w 2012 roku o powierzchni ponad 30 hektarów. Jest członkiem Rady Dyrektorów Polskich Ogrodów Zoologicznych i Akwariów, która zrzesza najważniejsze ogrody zoologiczne w Polsce.

## Lokalizacja
Ośrodek jest częścią kompleksu wypoczynkowo-rekreacyjnego Dolina Charlotty położonego w Strzelinku k. Słupska. Ogród zoologiczny jest otoczony lasem bukowym a od północy graniczy z rzeką Słupią. Na jego terenie znajduje się sztucznie wykopane jezioro.

## Historia
Początkowo w Dolinie Charlotty funkcjonowała stajnia, nieco później powstał zwierzyniec w którym można było zobaczyć zwierzęta takie jak dziki, jelenie szlachetne czy daniele. Wraz z rozwojem tego miejsca powstał Ośrodek Rehabilitacji Ptaków Drapieżnych, który w 2012 roku przekształcił się w Ogród Zoologiczny.
W 2012 roku zakończono dwie duże inwestycje – udostępniono zwiedzającym sztucznie wykopane jezioro wraz z wyspami oraz Krainę Bajek. Rok później otwarto fokarium. Kolejne lata to kolejne inwestycje m.in. powiększono jezioro o kolejne 3 wyspy oraz wybudowano nowe pawilony oraz woliery dla zwierząt. Od 2020 roku na terenie zoo funkcjonuje motylarnia.

## Struktura
Ogród zoologiczny w Dolinie Charlotty składa się z kilku części.
Pierwsza to Kraina Bajek – mini zoo, gdzie wybiegi zwierząt stylizowane są na scenografię z baśni.  Można tu usłyszeć historię Czerwonego Kapturka czy Calineczki.
Druga część zoo to Wodne ZOO Safari – trasa łodzią dookoła wysp, na których mieszkają zwierzęta takie jak lemury katta, gibbony czubate czy koronniki szare. Trzy największe wyspy są zamieszkiwane odpowiednio przez przedstawicieli fauny Afryki, Ameryki Południowej oraz Australii.
Kolejna część to tzw. żubrowisko, na którym mieszkają żubry od 2011 roku. W pobliżu znajdują się woliery z ptakami drapieżnymi oraz wybiegi wielbłądów dwugarbnych i jaków.
Fokarium znajduje się poza terenem ogrodu zoologicznego i jest to największy kompleks basenów dla fok szarych w Polsce. Trzy baseny: medyczny, pokazowy oraz hodowlany mają łącznie powierzchnię ponad 1500m². Z fokami szarymi prowadzone są pokazy treningu medycznego.

## Stan zwierząt
W ogrodzie zoologicznym w Dolinie Charlotty mieszka ponad 30 gatunków ssaków oraz ponad 20 gatunków ptaków. Wiele z nich należy do Europejskiego Programu Ochrony Zwierząt (EEP) np. oryks szablorogi, gibbon czubaty, wyjec czarny. Dla części gatunków prowadzone są Europejskie Księgi Rodowodowe (ESB) np. foka szara.